# God Save the King
God Save the King (Dios salve al rey) es una canción patriótica del Reino Unido que ha sido tradicionalmente usada como himno nacional de este país y sus colonias, además como himno real de la familia real británica y de los demás países que reconocen al monarca británico como su jefe de Estado. Cuando el monarca británico es mujer, el himno se transforma en God Save the Queen (Dios salve a la reina).
En The Oxford Companion to Music, Percy Scholes dedica cuatro páginas a este asunto, señalando similitudes con el temprano canto llano, aunque el ritmo es muy distinto a una gallarda, y da mucho ejemplos de danzas con la semblanza «God Save the King/Queen». Estudiosos estiman que la pieza de John Bull fue en la que se basó Georg Friedrich Händel usada en su pieza 'Sarabande' de su N.º 4 en E minor, HWV 429, compuesta antes de 1720.[cita requerida]
Más allá de su primer verso tiene muchas versiones históricas y existentes: desde su primera publicación, se han añadido diferentes versos, aún hoy, diferentes publicaciones incluyen varias selecciones de versos en varios órdenes. En general, se canta solo una, siendo la primera estrofa (o, rara vez, dos) siendo la primera y la tercera de las estrofas, suele ser así cuando es un evento de la realeza o en cierto tipo de eventos importantes.
En otros países de la Mancomunidad de Naciones en los que el monarca británico es el jefe de Estado, el God Save the King es también himno real oficial o no oficial. Versiones de este, con letras diferentes, son el himno nacional de Liechtenstein (Oben am jungen Rhein) y el himno real de Noruega (Kongesangen); en el pasado otras versiones fueron el himno nacional o real de países como Francia, Suecia, Alemania o el Imperio ruso, donde era llamado Dios salve al zar.
Cabe destacar que es el segundo himno oficial más antiguo en la actualidad y uno de los más reconocidos a nivel mundial.

## Oficialidad en países
Esta composición es oficial en varios países de la Mancomunidad de Naciones, pero también tiene variaciones en la legalidad, ya que en algunas naciones está vigente como himno nacional y en otras solo como himno real.

### Himno nacional
El God Save the King es oficial como himno nacional en: Reino Unido, Akrotiri y Dhekelia, Anguila, Bermudas, Islas Georgias del Sur y Sandwich del Sur, Islas Caimán, Islas Malvinas, Islas Pitcairn, Islas Turcas y Caicos, Islas Vírgenes Británicas, Gibraltar, Montserrat, Santa Elena, Ascensión y Tristán de Acuña, Territorio Antártico Británico, Territorio Británico en el Océano Índico. Además de las Dependencias de la Corona británica: Bailiazgo de Guernsey, Bailiazgo de Jersey e Isla de Man.

### Himno real
El God Save the King también es oficial pero bajo la calidad de himno real en: Australia, Canadá, Nueva Zelanda y en otros reinos de la Mancomunidad de Naciones.

## Letra

Bandera del Reino Unido.

## Letra God Save the King (Canadá francófono)
Letra de God Save the King en francés (utilizada en partes francófonas de Canadá)
Dieu protège le roi,
De sa main souveraine! 
Vive le roi! 
Qu'un règne glorieux, 
Long et victorieux,
Rende son peuple heureux.

Vive le roi!

## Letra de la versión God Save the Queen
I

God save our gracious Queen,

Long live our noble Queen,

God save the Queen:

Send her victorious,

Happy and glorious,

Long to reign over us,

God save the Queen.

II

O Lord, our God, arise,

Scatter her enemies,

And make them fall:

Confound their politics,

Frustrate their knavish tricks,

On thee our hopes we fix:

God save us all.

III

Thy choicest gifts in store,

On her be pleased to pour;

Long may she reign:

May she defend our laws,

And ever give us cause

To sing with heart and voice

God save the Queen.